# Al Buqa'a
al Buqa'a (arabisch البقعة, DMG al-Buqʿa) ist ein 1968 gegründeter Sportverein aus Amman in Jordanien. Der größte Erfolg des Vereins war das Erreichen des Pokalfinales 1980. Dort unterlag man al-Faisaly mit 1:3. Seit dem Aufstieg im Jahr 2000 war der dritte Platz aus der Saison 2006/07 die höchste Platzierung in der Meisterschaft.

## Vereinserfolge
- Jordan FA Cup: 1980 (Finalist)[1]

## Stadion
Seine Heimspiele trägt der Verein im al Quwaysimah Stadion aus.